# خرطومچه‌ریختان
خرطومچه‌ریختان (نام علمی: Rhynchonelliformea) نام یک زیرشاخه از شاخه بازوپایان است.